# Bensheim
Bensheim este un oraș în Hessa, Germania cu o populație de 39 574 (2004). 

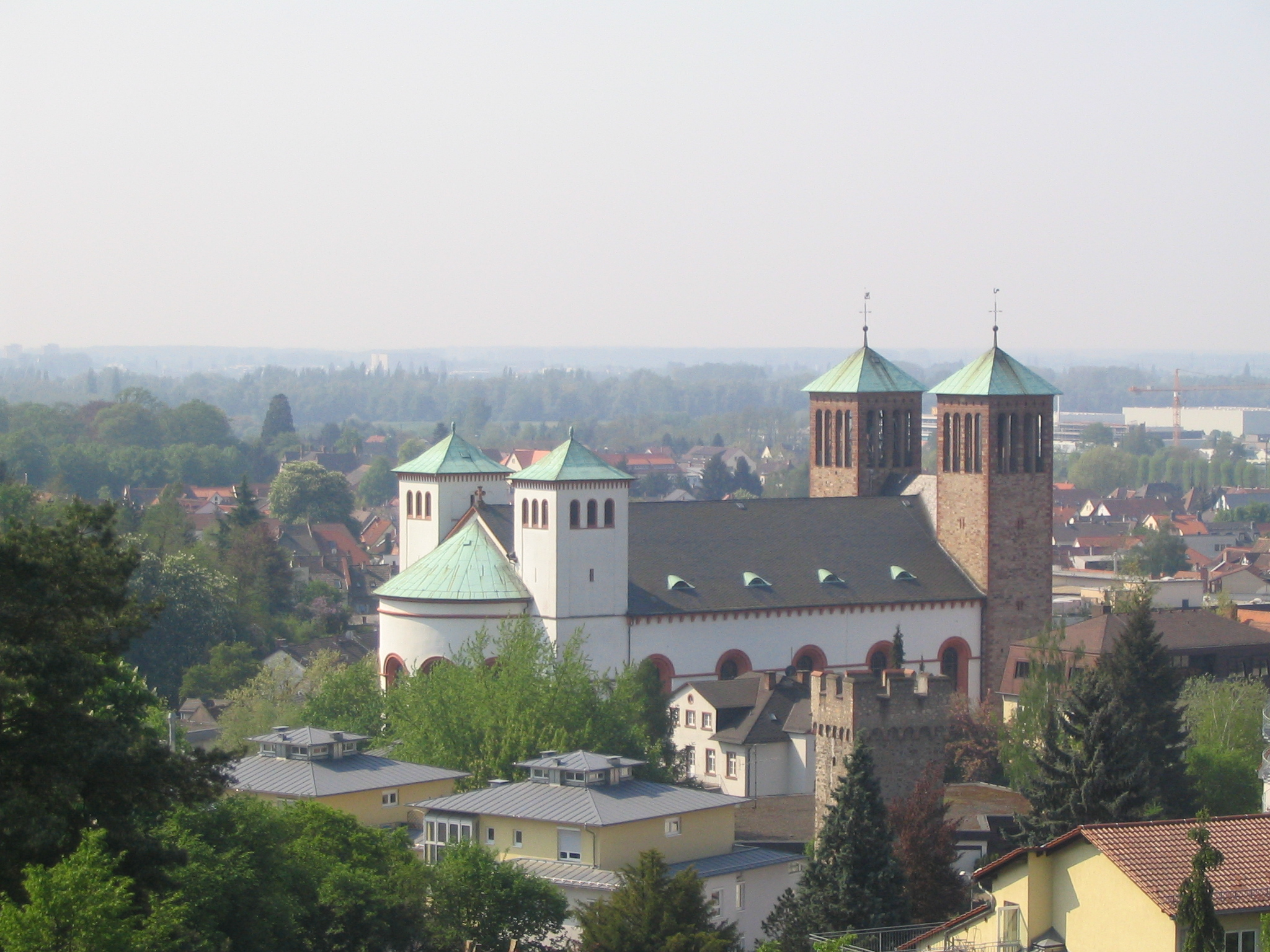
St. Georg
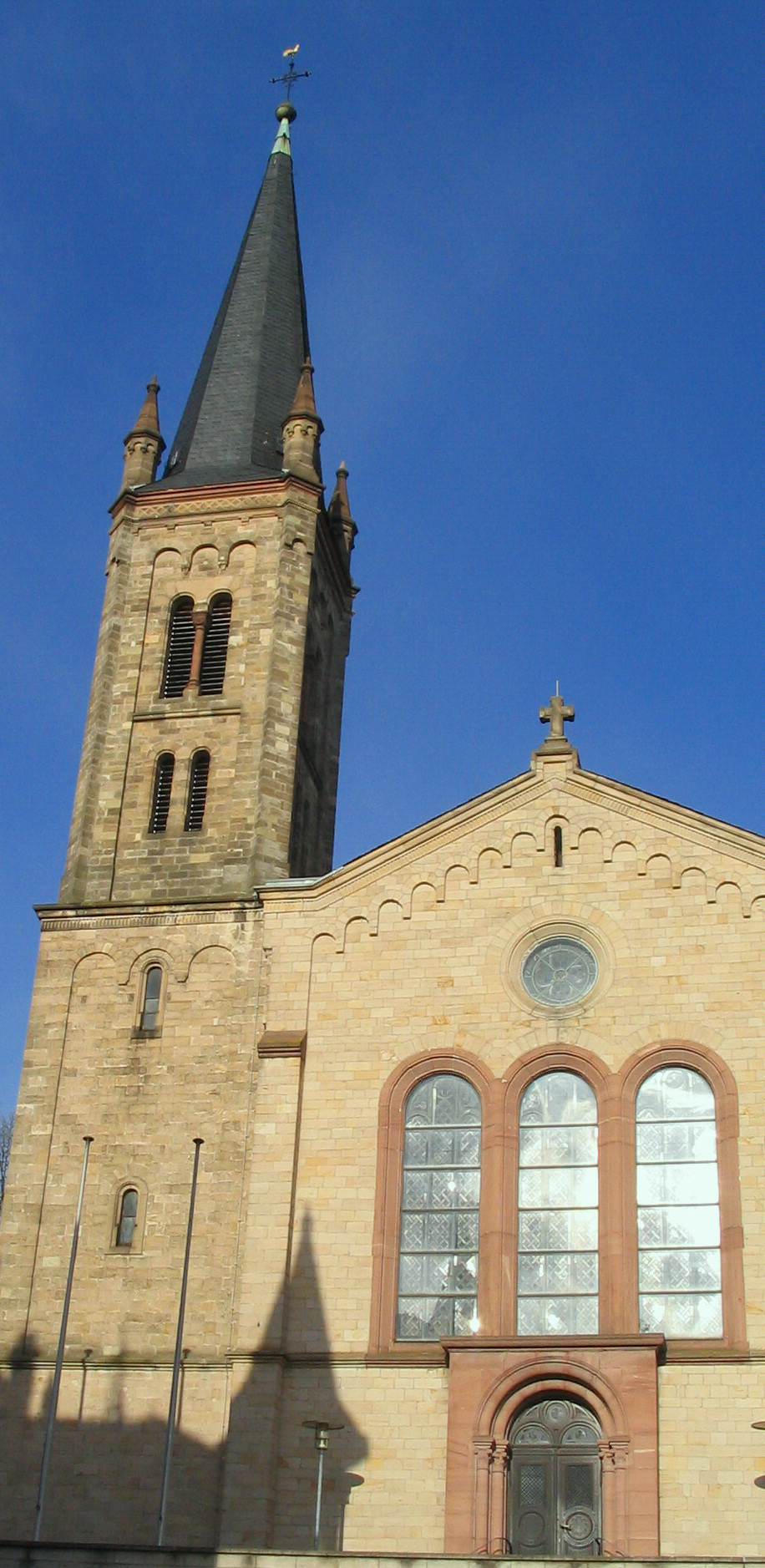
Michael
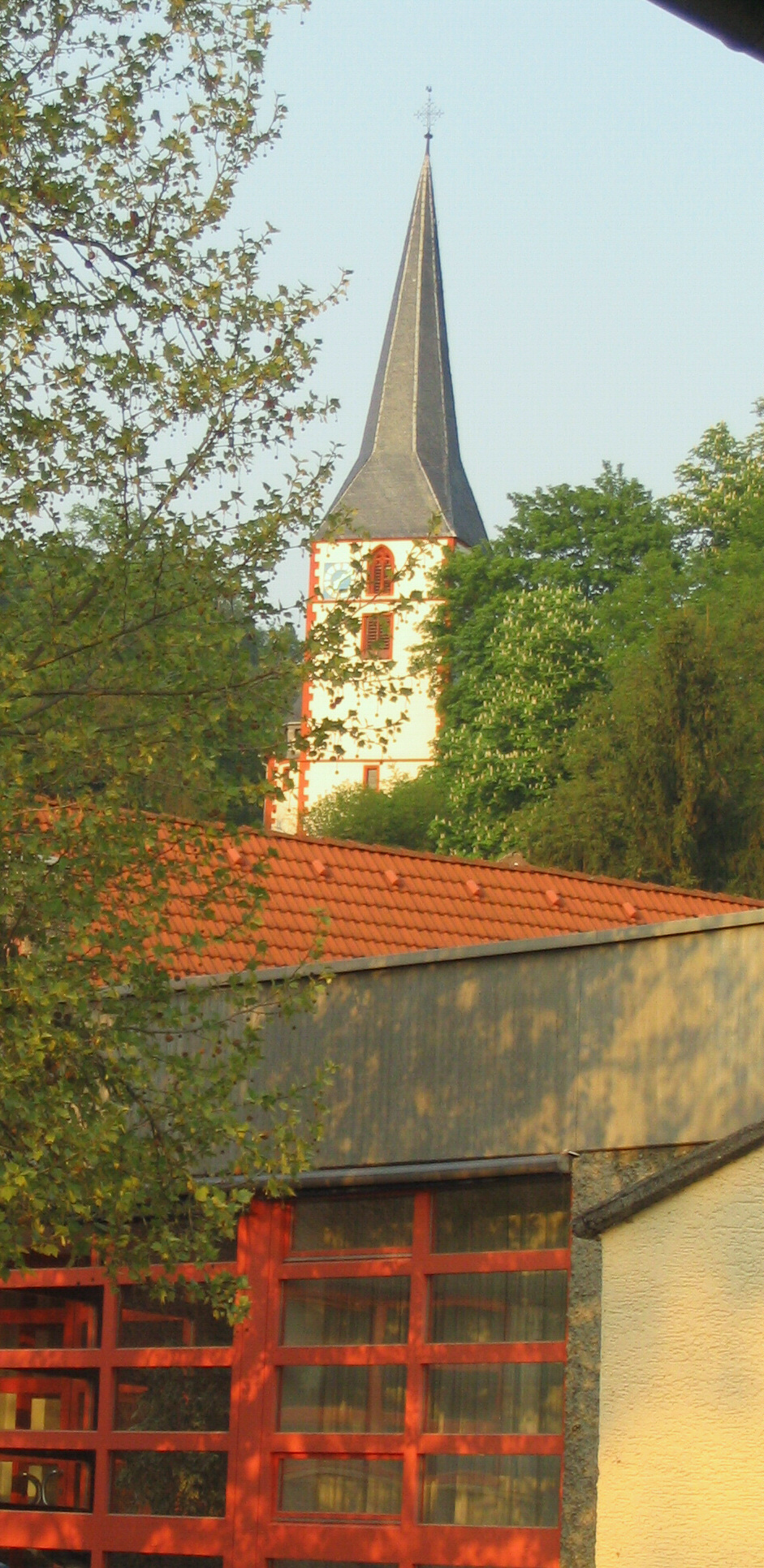
Auerbach

## Orașe înfrățite
- Beaune în Franța
- Amersham în Marea Britanie
- Mohács în Ungaria
- Riva del Garda în Italia
- Kłodzko în Polonia
- Hostinné în Republica Cehă